# وتدية كهرمانية
وتدية كهرمانية (الاسم العلمي: Corynebacterium flavescens) هي نوع من البكتيريا تتبع جنس الوتدية من فصيلة الوتديات.